# Leśnik (Kwilcz)
Leśnik – część wsi Kwilcz w Polsce, położona w województwie wielkopolskim, w powiecie międzychodzkim, w gminie Kwilcz], przy drodze wojewódzkiej nr 186. Osada należy do sołectwa Kwilcz.
W latach 1975–1998 Leśnik należał administracyjnie do województwa poznańskiego.